# Enlightenment (álbum)
Enlightenment es el vigésimo álbum de estudio del músico norirlandés Van Morrison, publicado por la compañía discográfica Polydor Records en octubre de 1990. El álbum alcanzó el puesto cinco en la lista británica UK Albums Chart, mientras que el sencillo «Real Real Gone» llegó a la posición dieciocho en la lista estadounidense Mainstream Rock Tracks.
En julio de 2008, Polydor Records reeditó Enlightenment con dos tomas alternativas de «Enlightenment» y «So Quiet in Here» como temas extra.

## Grabación
Enlightenment fue grabado en Londres, Inglaterra, y en Real World in Box. Los arreglos fueron realizados por Fiachra Trench, mientras que Micheal O'Suilleabhain tocó el piano con una banda de músicos británicos de jazz de la década de 1970: Frank Ricotti, Henry Lowther y Malcolm Griffiths.
Una de las canciones, «So Quiet in Here», fue grabada en Kirk, Rode, Somerset, un espacio que servía tanto de iglesia como estudio de grabación.

## Canciones
Contrariamente al significado del título, la temática del álbum está llena de duda, y las canciones parecen decir que todo es lo que se hace con ello: cielo o infierno. Al respecto, la canción «Enlightenment» contiene los versos: «I'm in the here and now and I'm meditating, and still I'm suffering but that's my problem, enlightenment, don't know what it is» —en español: «Estoy aquí y estoy meditando, y aún estoy sufriendo, pero es mi problema, Ilustración, no sé lo que es». Por otra parte, «So Quiet in Here» es una continuación de la canción «Into the Mystic», del álbum Moondance. El primer sencillo del álbum, «Real Real Gone», fue originariamente compuesto y planeado para publicarse en el álbum de 1980 Common One. La canción «In the Days Before Rock 'n' Roll» fue una colaboración entre Morrison y el poeta irlandés Paul Durcan.

## Lista de canciones
Todas las canciones escritas y compuestas por Van Morrison excepto donde se anota. 
| N.º | Título                           | Escritor(es)    | Duración |  |
| 1.  | «Real Real Gone»                 |                 | 3:43     |  |
| 2.  | «Enlightenment»                  |                 | 4:04     |  |
| 3.  | «So Quiet in Here»               |                 | 6:09     |  |
| 4.  | «Avalon of the Heart»            |                 | 4:45     |  |
| 5.  | «See Me Through»                 |                 | 6:13     |  |
| 6.  | «Youth of 1,000 Summers»         |                 | 3:45     |  |
| 7.  | «In the Days Before Rock'N'Roll» | Durcan/Morrison | 8:13     |  |
| 8.  | «Start All over Again»           |                 | 4:10     |  |
| 9.  | «She's My Baby»                  |                 | 5:14     |  |
| 10. | «Memories»                       |                 | 4:14     |  |

| Temas extra (reedición de 2008) |                                       |          |  |
| N.º                             | Título                                | Duración |  |
| 11.                             | «Enlightenment» (Toma alternativa)    | 3:29     |  |
| 12.                             | «So Quiet in Here» (Toma alternativa) | 3:03     |  |

## Personal
Músicos
- Van Morrison: guitarra, armónica y voz.
- The Ambrosian Singers: coros
- Dave Bishop: saxofón soprano y barítono.
- Paul Durcan: voz
- Dave Early: batería
- Georgie Fame: piano eléctrico, órgano Hammond y coros.
- Alex Gifford: piano y sintetizador.
- Steve Gregory: saxofón tenor y flauta.
- Malcolm Griffiths: trombón
- Bernie Holland: guitarra
- Henry Lowther: trompeta
- Brian Odgers: bajo
- Micheal O'Suilleabhain: piano
- Steve Pearce: bajo
- Frank Ricotti: vibráfono
- Steve Sanger: batería
- Steve Waterman: fliscorno

Equipo técnico
- Van Morrison: productor musical
- Mick Glossop, Steve Williams: ingeniero de sonido y mezclas.
- Fiachra Trench: arreglos de cuerdas y vientos.
- Neil Drinkwater: arreglos de teclados y sintetizadores.

## Posición en listas
| País           | Lista                    | Posición |
| -------------- | ------------------------ | -------- |
| Estados Unidos | Billboard 200            | 62       |
| Nueva Zelanda  | New Zealand Music Charts | 14       |
| Países Bajos   | Mega Albums Top 100      | 33       |
| Reino Unido    | UK Albums Chart          | 5        |
| Suecia         | Swedish Albums Chart     | 7        |

| Sencillo                           | País           | Lista                  | Posición |
| ---------------------------------- | -------------- | ---------------------- | -------- |
| «Real Real Gone»                   | Estados Unidos | Mainstream Rock Tracks | 18       |
| «Real Real Gone»                   | Reino Unido    | UK Singles Chart       | 79       |
| «In The Days Before Rock 'N' Roll» | Reino Unido    | UK Singles Chart       | 94       |

## Certificaciones
| Fecha                   | País        | Organismo certificador | Certificación | Ventas certificadas |
| ----------------------- | ----------- | ---------------------- | ------------- | ------------------- |
| 26 de noviembre de 1990 | Reino Unido | BPI                    | Oro           | 100 000             |